# Commune fusionnée de Traben-Trarbach
La Commune fusionnée de Traben-Trarbach est une municipalité allemande située dans le land de Rhénanie-Palatinat et l'Arrondissement de Bernkastel-Wittlich.